# 일본 제국 해군 함정 목록
일본 제국 해군 함정 목록(List of Japanese Imperial Navy Naval ship)은 메이지 유신부터 태평양 전쟁(제2차 세계 대전 중 태평양에서 벌어진 전쟁)이 끝날 때까지 사이에, 일본 제국 해군이 보유했거나, 또는 보유를 계획한 함정의 목록이다. 이 글에서 이 목록은 모든 함정을 나열하지는 않았고, 또한 일본 제국 육군이 보유했던 목록은 제외하였다. 함종과 등급에 대해서는 기본적으로 설명해 둔다.

## 중세 시대 군함
- 안택선 (아타케부네) - 16세기 연안 전선
- 슈인센 (朱印船) - 17세기 초 바쿠후에 의해 취역, 350명 정도의 무장 선원 탑승해 아시아, 동남아 무역에 사용
- 산 부에나 벤투라 - 윌리엄 아담스가 도쿠가와 이에야스를 위해 제적, 1610년 태평양 횡단
- 산 후안 바우티스타 호 - 1614년 센다이번 초대 영주 다테 마사무네가 에도 시대 초기 에이 번 무쓰국 영내에서 건조한 갈레온

## 여명기
※ 1900년 6월 22일, 해군 함정 분류 표준의 제정 전에 함적에 있었던 함선과 그 함정에 분류된 함선은 각각의 항목을 참조하라.

### 군함
※ 1887년까지 군함의 정식 이름은 ‘함’이 붙는다. 따라서, 이즈미마루, 카와마루, 요오슈마루는 제외한다. 예 ‘후지산 함’(富士山艦), 셋츠 함‘(摂津艦) 등
- 후지산 富士山（富士 [I]）
- 셋츠 摂津 [I]
- 이즈미마루 和泉丸（和泉 [I]）
- 무사시 武蔵 [I]
- 가와우치마루 河内丸（河内[I]）
- 히가시 東（←甲鉄）
- 지요다 千代田形（千代田 [I]）
- 슈지츠 春日 [I]（→雑役船）
- 류조오 龍驤 [I]
- 제1 테에보오 第一丁卯
- 제2 테에보오 第二丁卯
- 모오슈 乾行
- 孟春
- 운요오 雲揚
- 쓰쿠바 筑波 [I]（→巡洋艦→三等海防艦）
- 아사마 浅間 [I]
- 세에키 清輝
- 라이덴 雷電（← 蟠竜丸）
- 요오슈마루 陽春丸

해군 함 국적에 들어 있다는 자료도 있는 것
- 에네마루 延年丸
- 데류우마루 電流丸